# Peplomeris demangei
Peplomeris demangei är en mångfotingart som beskrevs av Filippo Silvestri 1917. Peplomeris demangei ingår i släktet Peplomeris och familjen klotdubbelfotingar. Inga underarter finns listade i Catalogue of Life.